# فيلي سيمز
فيلي سيمز (بالإسبانية: Willie Sims)‏ (18 يناير 1984 بغواتيمالا في غواتيمالا - ) هو لاعب كرة قدم غواتيمالي في مركز الهجوم. شارك مع منتخب غواتيمالا لكرة القدم. أما مع النوادي، فقد لعب مع نيو إنجلاند ريفولوشن وPuerto Rico Islanders ‏ وLA Laguna FC ‏ وC.D. Suchitepéquez ‏ وSan Fernando Valley Quakes ‏ وVentura County Fusion ‏ وHollywood United Hitmen ‏ وFort Lauderdale Strikers (2006–2016) ‏.

## وصلات خارجية
- فيلي سيمز على موقع الدوري الأمريكي (الإنجليزية)
- فيلي سيمز على موقع قاعدة بيانات كرة القدم.إي يو (الإنجليزية)
- فيلي سيمز على موقع ناشيونال فوتبول تيمز (الإنجليزية)
- فيلي سيمز على موقع Soccerway.com (الإنجليزية)